# Кочетовка (Инсарский район)
Кочетовка — село, центр сельской администрации в Инсарском районе Мордовии.

## География
Расположено на речке Инсарке, в 14 км от районного центра и 32 км от железнодорожной станции Кадошкино.

## История
Основано в середине 17 в. на Лашменском участке Инсарской засечной черты. Название-антропоним: первым поселенцем был мордвин с дохристианским именем Кочат (Кечат, Кичат). В «Списке населённых мест Пензенской губернии» (1869) Кочетовка (Нижняя Лухма) — село казённое из 159 дворов Наровчатского уезда.
На территории современной Кочетовки с 1997 г. действует СХПК «Кочетовский».

## Население
| 1989 | 2002 | 2010 |
| ---- | ---- | ---- |
| 863  | ↘597 | ↘488 |

Национальный состав
Согласно результатам Всероссийской переписи населения 2002 года, в национальной структуре населения мордва-мокша составляли 93 %.

## Экономика
На территории современной Кочетовки с 1997 г. действует СХПК «Кочетовский».

## Инфраструктура
В селе — средняя и музыкальная школы, библиотека, медпункт, отделение связи, магазины; Дом культуры, при котором функционирует Кочетовский народный хор; Покровская церковь.

## Люди, связанные с селом
Уроженцы Кочетовки — полные кавалеры ордена Славы М. П. Азыркин и А. Г. Асташкин, Председатель Государственного Собрания РМ В. А. Кечкин.

## Источник
- Энциклопедия Мордовия, Л. Н. Лапшова.